# Második Gyurcsány-kormány
A második Gyurcsány-kormány 2006. június 9-én tette le hivatali esküjét, az első Gyurcsány-kormányt követve a hatalomban. Ez a rendszerváltás utáni hetedik kormány. A kormánytöbbség a 2006-os választást megnyerő Magyar Szocialista Pártból (MSZP) és a vele szövetséges Szabad Demokraták Szövetségéből (SZDSZ) állt 2008. április 30-áig, amikor az SZDSZ visszahívta minisztereit és kilépett a koalícióból. A kormányfő Gyurcsány Ferenc (MSZP) volt. 2009. április 14-én az Országgyűlés elfogadta a Gyurcsány Ferenc miniszterelnök elleni konstruktív bizalmatlansági indítványt.  A dolog régóta ért. 2006 óta szenvedett a kabinet a ráégett Őszödi beszéd és az azt követő tüntetés sorozat utóhullámaitól. Nem tett jót a kormánynak az sem, hogy a tüntetők szétveréséhez azonosítószám nélküli rendőrök kivezénylésével próbált úrrá lenni, amit a nemzeti oldal azóta csak 2006-os rendőrterrornak hív. (https://index.hu/velemeny/jegyzet/schiffer7672/ ) A bukásban nagy súllyal esett latba az elszálló GDP arányos államadósság és a felvett IMF hitel is. (Lásd lentebb)

## A kormány tagjai
| Név                                                                                               | Hivatal kezdete    | Hivatal vége       | Párt         | Párt | Megjegyzés   |
| ------------------------------------------------------------------------------------------------- | ------------------ | ------------------ | ------------ | ---- | ------------ |
| Miniszterelnök                                                                                    |                    |                    |              |      |              |
| Gyurcsány Ferenc                                                                                  | 2006. június 9.    | 2009. április 14.  | MSZP         |      |              |
| A Miniszterelnöki Hivatalt vezető miniszter                                                       |                    |                    |              |      |              |
| Szilvásy György                                                                                   | 2006. június 9.    | 2007. június 30.   | pártonkívüli |      |              |
| Kiss Péter                                                                                        | 2007. június 30.   | 2009. április 16.  | MSZP         |      |              |
| Szociális és munkaügyi miniszter                                                                  |                    |                    |              |      |              |
| Kiss Péter                                                                                        | 2006. június 9.    | 2007. június 30.   | MSZP         |      |              |
| Lamperth Mónika                                                                                   | 2007. június 30.   | 2008. május 4.     | MSZP         |      |              |
| Szűcs Erika                                                                                       | 2008.május 5.      | 2009. április 16.  | MSZP         |      |              |
| Önkormányzati és területfejlesztési miniszter (2008. április 30-áig)                              |                    |                    |              |      |              |
| Lamperth Mónika                                                                                   | 2006. június 9.    | 2007. június 30.   | MSZP         |      |              |
| Bajnai Gordon                                                                                     | 2006. julius 1.    | 2008 május 14.     | pártonkívüli |      |              |
| Önkormányzati miniszter (2008. április 30-ától)                                                   |                    |                    |              |      |              |
| Bajnai Gordon                                                                                     | 2008. április 30.  | 2008. május 14.    | pártonkívüli |      |              |
| Gyenesei István                                                                                   | 2008. május 14.    | 2009. április 16.  | Somogyért    |      |              |
| Gazdasági és közlekedési miniszter (2008. április 30-án kettévált, alább)                         |                    |                    |              |      |              |
| Kóka János                                                                                        | 2006. június 9.    | 2007. december 3.  | SZDSZ        |      |              |
| Kákosy Csaba                                                                                      | 2007. december 3.  | 2008. április 30.  | pártonkívüli |      |              |
| Közlekedési, hírközlési és energiaügyi miniszter (GKM-ből, 2008. április 30-ától)                 |                    |                    |              |      |              |
| Szabó Pál                                                                                         | 2008. április 30.  | 2008. november 30. | pártonkívüli |      |              |
| Molnár Csaba                                                                                      | 2008. november 30. | 2009. április 16.  | MSZP         |      |              |
| Nemzeti fejlesztési és gazdasági miniszter (GKM-ből, 2008. április 30-ától)                       |                    |                    |              |      |              |
| Bajnai Gordon                                                                                     | 2008. április 30.  | 2009. április 16.  | pártonkívüli |      |              |
| Külügyminiszter                                                                                   |                    |                    |              |      |              |
| Göncz Kinga                                                                                       | 2006. június 9.    | 2009. április 16.  | pártonkívüli |      |              |
| Pénzügyminiszter                                                                                  |                    |                    |              |      |              |
| Veres János                                                                                       | 2006. június 9.    | 2009. április 16.  | MSZP         |      |              |
| Földművelésügyi és vidékfejlesztési miniszter                                                     |                    |                    |              |      |              |
| Gráf József                                                                                       | 2006. június 9.    | 2009. április 16.  | MSZP         |      |              |
| Igazságügyi és rendészeti miniszter                                                               |                    |                    |              |      |              |
| Petrétei József                                                                                   | 2006. június 9.    | 2007. május 31.    | pártonkívüli |      |              |
| Takács Albert                                                                                     | 2007. május 31.    | 2008. február 17.  | pártonkívüli |      |              |
| Draskovics Tibor                                                                                  | 2008. február 17.  | 2009. április 16.  | pártonkívüli |      |              |
| Egészségügyi miniszter                                                                            |                    |                    |              |      |              |
| Molnár Lajos                                                                                      | 2006. június 9.    | 2007. április 6.   | SZDSZ        |      |              |
| Kóka János                                                                                        | 2007. április 6.   | 2007. április 22.  | SZDSZ        |      | ideiglenesen |
| Horváth Ágnes                                                                                     | 2007. április 22.  | 2008. április 30.  | SZDSZ        |      |              |
| Székely Tamás                                                                                     | 2008. április 30.  | 2009. április 16.  | pártonkívüli |      |              |
| Oktatási és kulturális miniszter                                                                  |                    |                    |              |      |              |
| Hiller István                                                                                     | 2006. június 9.    | 2009. április 16.  | MSZP         |      |              |
| Honvédelmi miniszter                                                                              |                    |                    |              |      |              |
| Szekeres Imre                                                                                     | 2006. június 9.    | 2009. április 16.  | MSZP         |      |              |
| Környezetvédelmi és vízügyi miniszter                                                             |                    |                    |              |      |              |
| Persányi Miklós                                                                                   | 2006. június 9.    | 2007. május 6.     | pártonkívüli |      |              |
| Fodor Gábor                                                                                       | 2007. május 6.     | 2008. április 30.  | SZDSZ        |      |              |
| Szabó Imre                                                                                        | 2008. április 30.  | 2009. április 16.  | MSZP         |      |              |
| A polgári nemzetbiztonsági szolgálatokat felügyelő tárca nélküli miniszter (2007. július 1-jétől) |                    |                    |              |      |              |
| Szilvásy György                                                                                   | 2007. július 1.    | 2009. április 16.  | pártonkívüli |      |              |
| Kutatás-fejlesztésért felelős tárca nélküli miniszter (2008. május 5-étől)                        |                    |                    |              |      |              |
| Molnár Károly                                                                                     | 2008. május 5.     | 2009 április 16.   | pártonkívüli |      |              |
| Kormányzati koordinációért felelős tárca nélküli miniszter (2007. július 1. – 2008. február 17.)  |                    |                    |              |      |              |
| Draskovics Tibor                                                                                  | 2007. július 1.    | 2008. február 17.  | pártonkívüli |      |              |

## Kormányátalakítások
A második Gyurcsány-kormány megalakulásával némileg változtak a minisztériumok nevei és feladatai:
- A belügyminisztériumból Önkormányzati és területfejlesztési minisztérium lett, a korábban a belügyminisztériumhoz rendelt rendészeti feladatokat az igazságügyi minisztérium kapta meg.
- Az oktatási és a kulturális minisztérium újra egyesült.
- Az informatikai és hírközlési minisztérium megszűnt, beolvadt a gazdasági minisztériumba.
- A kormány mellett három, a kormányfőnek alárendelt csúcshivatalt hoztak létre; kormánybiztos rangú vezetőkkel:
  - A 2006-ban megalakított Államreform Bizottság feladata a különféle reformfolyamatok (közigazgatási, költségvetési stb.) összehangolása. A titkárság vezetője Draskovics Tibor.
  - A Nemzeti Fejlesztési Ügynökség feladata az európai uniós fejlesztési pénzek felhasználásának irányítása és ellenőrzése. A kabinet vezetője Bajnai Gordon.
  - A Központi Szolgáltatási Főigazgatóság feladata a minisztériumok háttérmunkájának elősegítése (személyügy, informatika, média, számvitel stb.). Vezetője Schäffer István.

Gyurcsány Ferenc először MSZP-elnökké választása után, 2007 júniusának végén alakította át jelentősebben kormányát. Visszaállította a nemzetbiztonsági szolgálatokat felügyelő tárca nélküli miniszter posztját, amit Szilvásy György kapott meg. A Miniszterelnöki Hivatal élére Kiss Péter került, a szociális és munkaügyi miniszter Lamperth Mónika lett, az ő helyét pedig Bajnai Gordon foglalta el. A Miniszterelnöki Hivatal személyügyi államtitkára Szetey Gábor lett.

## A koalíció felbomlása
A kormánykoalíció szempontjából a 2008-as népszavazás súlyos vereség volt, hiszen a résztvevők nagy többsége elutasította a vizitdíjat, tandíjat, stb. A miniszterelnök pártja március végi kongresszusán kifejezte szándékát, hogy meneszti az SZDSZ által delegált Horváth Ágnes egészségügyi minisztert, és javasolta a koalíciós partnernek, hogy közösen jelöljenek új minisztert. Az SZDSZ azonban élesen elutasította Gyurcsány javaslatát , és határozottan kiállt Horváth mellett. Ezzel kezdetét vette a kormányválság.
Az SZDSZ vezetői azzal fenyegetőztek, hogy ha Gyurcsány nem visszakozik, kilépnek a koalícióból, és/vagy megvonják tőle a bizalmat. A kormányfő nem változtatott, és 2008. március 31-én április 30-ai hatállyal felmentette a miniszterasszonyt. Az SZDSZ ezt a koalíciós szerződés felrúgásaként értelmezte, válaszul a párt ügyvivői tanácsa még aznap este összeült, és úgy döntött, április 30-ai hatállyal visszahívja az SZDSZ-es kormánytagokat. Ez a közös kormányzás végét jelentette; a második Gyurcsány-kormány 2008. május 1-jétől kisebbségi kormánnyá vált.

## Egypárti kormány
2008. május 1-jétől, a koalíció felbomlásától kezdve csak MSZP-s és pártonkívüli miniszterek alkották a kormányt. A korábban SZDSZ vezette minisztériumok élére új miniszterek kerültek, de új miniszteri tárcák is létesültek. A Gazdasági és Közlekedési Minisztérium (GKM), valamint a Fejlesztési és Önkormányzati Minisztérium fejlesztési részlegeiből létrejött a Nemzeti Fejlesztési és Gazdasági Minisztérium, amelynek élére Bajnai Gordon került. Ez az új tárca egyesítette magában a gazdaságfejlesztés, a területi, regionális, illetve az európai uniós fejlesztés eszközrendszerét.
| Önkormányzati és Területfejlesztési Minisztérium (Bajnai Gordon) |
| Gazdasági és Közlekedési Minisztérium (Kákosy Csaba)             |

| Önkormányzati Minisztérium (Gyenesei István)                    |
| Nemzeti Fejlesztési és Gazdasági Minisztérium (Bajnai Gordon)   |
| Közlekedési, Hírközlési és Energiaügyi Minisztérium (Szabó Pál) |

Lamperth Mónika is távozott a kormányból, posztját Szűcs Erika vette át a Szociális és Munkaügyi Minisztériumban. Az Egészségügyi Minisztériumot Horváth Ágnes helyett Székely Tamás vezette, aki az Országos Egészségbiztosítási Pénztár korábbi főigazgatója volt. Az új környezetvédelmi miniszter Szabó Imre lett, aki a Pest Megyei Közgyűlés MSZP-s elnöke volt előzőleg. Molnár Károly, a Budapesti Műszaki és Gazdaságtudományi Egyetem rektora, Széchenyi-díjas professzor kutatásfejlesztési tárca nélküli miniszter lett.

## Gazdaságpolitika

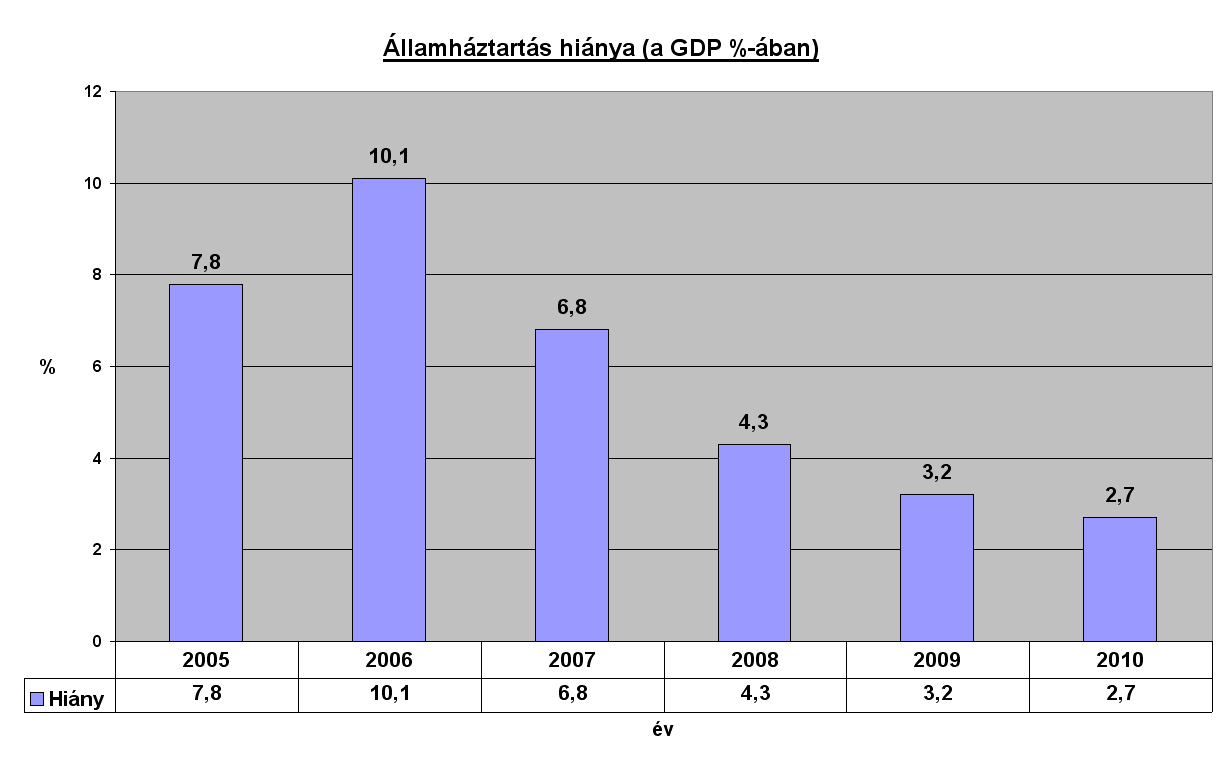
Az államháztartás hiányának tervezett alakulása 2005-2010

2006 júniusára a kormány kidolgozta az „Új egyensúly 2006-2008” programot, amely Gyurcsány-csomag néven vonult be a köztudatba (Lásd még: Bokros-csomag). A makrogazdasági pénzügyi egyensúly megteremtése érdekében számos megszorító intézkedést tartalmazott. Elemzők hiányolták a programból az állami intézményrendszer nagyobb átalakítását: úgy vélték, hogy e nélkül a makroegyensúly ismét fel fog borulni.
Az államháztartás egyensúlya érdekében készítették el az euró bevezetését előkészíteni hivatott konvergenciaprogramot. A makrogazdasági igazítás áfaemeléssel és új adók (például kamatadó) bevezetésével növelte az állam bevételeit. A kiadásokat jóval kevésbé csökkentette. Ennek elemeként a minisztériumokat „karcsúsították” (a minisztériumokban dolgozók létszámát 7936-ról 6089-re csökkentették), állami alkalmazottakat bocsátottak el, rászorultsági elvűre módosították a gázártámogatást, lefaragták az egészségügyi kiadásokat (bevezették a vizitdíjat és kórházi napidíjat, ágyszámszerkezet-átalakítás során kórházak, kórházi osztályok szűntek meg, korlátozták az elvégezhető kezelések számát stb.).
A Magyar Nemzeti Bank élére Simor András került. Az euró bevezetésére már céldátumot sem adtak meg, mivel 2002-től kormányzó MSZP-SZDSZ koalíció a gazdaság mutatóinak romlásával párhuzamosan újabb, egyre későbbi céldátumokat jelöltek ki, és ezeket a pénzügyi piacokon egyre kevésbé hitték el.
|  |

Az államháztartás hiánya a 2006-os 9,2 százalék után 2007-ben a GDP 6%-a alá csökkent. Ennek az ára azonban infláció növekedése és a gazdasági növekedés tovább lassulása volt. Az éves infláció 3,9%-ról 8%-ra nőtt, a gazdasági növekedés 5%-ról 1,3%-ra csökkent. Ez az elemzők becsléseinél is alacsonyabb volt; jóval elmaradt a várt 2-2,2%-tól.
Az első év gazdasági megszorításainak hatására javul Magyarország külföldi megítélése. A Világbank üzleti környezetet vizsgáló listáján Magyarország 20 helyett lépett előre – a 66.-ról a 45.-re. Javultak a vállalkozások indításának és megszüntetésének feltételei, a tulajdon-nyilvántartás, gyorsult az engedélyezés (ebben fejlődtünk leginkább: a 143.-ról a 87. helyre léptünk „elő”), fejlődött a külkereskedelem. Csökkentek például az adminisztratív és pénzügyi költségek, a vállalkozások alapításához kellő idő, javult a munkaerő-felvétel nehézségét jelző index. A szerződésben foglaltak érvényesítésének lehetősége viszont romlott, az adóbevallások időigénye nőtt.
A deficitet lefaragó intézkedések növelték a vállalkozásokat terhelő adókat. Mivel eközben a régióban mindenfelé csökkentették az adókat, összességében Magyarország versenyképessége csökkent.

### Gazdasági növekedés
2007 első negyedévének 2,7%-os bővülése után április–júniusban mindössze 1,2%-kal bővült a gazdaság: ilyen alacsony ütemet utoljára 1996 harmadik negyedévében mért a Központi Statisztikai Hivatal. 2007 III. negyedévében a GDP mindössze 0,9%-kal bővült, 2007 negyedik negyedévében pedig ez az ütem még tovább, alig 0,7%-ra csökkent.
Szakértők a csökkenés egyik okának az állami megrendelések csökkenését tartják (állami szolgáltatás a GDP 16%-a), mivel a létszámleépítés a statisztikában úgy jelenik meg, mintha a teljesítmény csökkent volna – ilyen hatású a vizitdíj miatt csökkent orvoslátogatások száma is. Emellett egyértelműnek látszik, hogy a költségvetési kiigazítás a vártnál több áldozatot követelt a reálgazdaságtól.
Az export továbbra is serkentette a gazdaságot, a lakossági fogyasztás stagnált, az ipari termelés viszont kicsit veszített lendületéből, a mezőgazdaság teljesítménye is romlott a rossz termés miatt.
A január-szeptemberi reálkereset (a fogyasztói árindex 8,3%-os növekedése mellett) 5,6%-kal csökkent az előző év azonos időszaka óta.

### A gazdaság fehérítése
A gazdaság kifehéredését célzó intézkedések, köztük a szigorúbb ellenőrzések 2007-ben kb. 6,7 milliárd forint költséggel mintegy 80–100 milliárd forint többletbevételt hoztak államháztartásnak.
Becslések szerint a befolyt összegből a személyi jövedelemadó és járulékok bevételi többlete 50–76 milliárd forint, a vámellenőrzések szigorodásának eredményeként a költségvetés jövedéki adóból származó többletbevétele mintegy 28 milliárd forint.

### Globális pénzügyi válságintézkedések
A 2008-as pénzügyi világválság hatásai Magyarországra is kiterjedtek, a Budapesti Értéktőzsde hivatalos részvényindexe egy év alatt (2007-2008) megfeleződött. A részvényindex zuhanása is folyamatos, az indexben foglalt vezető részvények, mint a MOL, vagy az OTP papírjai 2008. októberi értékük felére, illetve hatodára estek vissza. A devizapiacon a forint is látványos gyengülést szenvedett el más valuták ellenében. Erre reagálva a Magyar Nemzeti Bank drasztikus mértékben, 3%-kal (300 bázisponttal) emelte a jegybanki alapkamatot.
2008. október 18-án, Gyurcsány Ferenc kezdeményezésére konferenciát rendeztek Budapesten, Nemzeti csúcs néven. Gyurcsány Ferenc a válság Magyarországra vonatkozó hatásainak csökkentésre 12 pontos intézkedési javaslatot dolgozott ki., mely szerint a közszférában jövőre nem emelnék a béreket, a nyugdíjrendszerbe újonnan belépők számára már nem folyósítana az állam 13. havi nyugdíjat, ahogy a közszférában dolgozók sem kapnának 13. havi juttatásokat, egyúttal a már nyugdíjban részesülők 13. havi juttatását 80 ezer forintban maximalizálná. Ezen felül a közszférában dolgozók prémiumainak és egyéb jutalmainak mértékét is visszafogná az állam. Ezeken túl a 2009-es hiánycélt 0,4%-kal kevesebben, 3,4%-on határozná meg, egyúttal a 2010-re előirányzott adócsökkentési programot is elhalasztaná. Az intézkedések célja a fizetőképesség javítása és a pénzügyi szektor erősítése a megfelelő forint- és devizalikviditás, a bankrendszernek tőkeszintjének biztosítása, a külföldi befektetők bizalmának helyreállítása volt.
Egyúttal biztosították, hogy Magyarország 25,1 milliárd dollár készenléti hitelkeretet kapjon (az Nemzetközi Valutaalaptól 15,7 milliárd dollárt, az Európai Uniótól 8,1 milliárd dollárt a Világbanktól pedig 1,3 milliárd dollárt) A hitelkeretet 2010 márciusáig használhatja fel Magyarország kormánya, a készenlétért 0,25%-os kamatot számolnak fel évente, a felvett összeg után a kamat 5-6%.
A magyar kormány az IMF kérésére 600 milliárd forintos „bankmentő-csomagot” hozott létre: ezt, ha szükség lesz rá, akkor az OTP, a Magyar Külkereskedelmi Bank, és a CIB Bank veheti igénybe, melyért cserébe az állam részesedést szerez a bankokból.

## Egészségügy

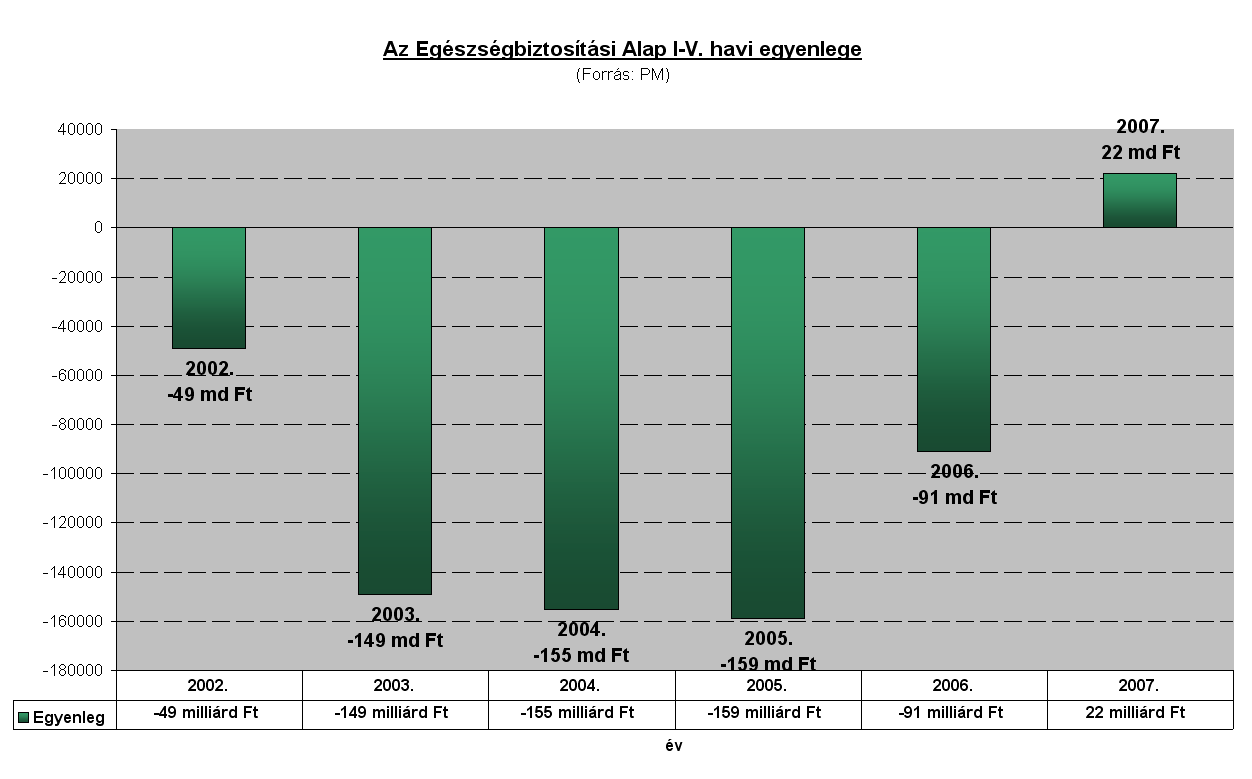
Az Egészségbiztosítási Alap I-V. havi egyenlege 2002-2007

A egészségbiztosítási alap 1158 milliárd Ft járulékbevétele nem fedezte az egészségügy költségeit, ezért állandóan a központi költségvetésből kellett kiegészíteni. 378 milliárd forint költségvetési hozzájárulással a hiány még mindig 112 milliárd forint maradt. Ennek lefaragása és ezzel a költségvetés hiányának csökkentése érdekében a második Gyurcsány-kormány számos intézkedést hozott:
- A beteg-orvos találkozások csökkentésére a kormány alapesetben 300 Ft-os vizitdíjat vezetett be, de bizonyos esetekben ez az összeg magasabb volt

600 Ft-ot kellett fizetnie annak, aki
- saját kezdeményezésére a háziorvosi rendelőn kívül veszi igénybe a gyógyellátást
- saját kezdeményezésére nem annál a háziorvosnál veszi igénybe, aki területi ellátásra kötelezett, illetve akihez bejelentkezett

1000 Ft-ot kellett fizetnie annak, aki
- ügyeleti ellátást indokolatlanul vett igénybe;
- a beutalóval igénybe vehető járóbeteg-szakellátást beutaló nélkül, illetőleg nem a beutaló szerinti egészségügyi szolgáltatónál vette igénybe (2007. július 1-jétől emelkedett 600 Ft-ról – mivel addig a beutalóval ugyanúgy 300 Ft-ot kellett fizetni)

Vizitdíj alól mentesültek
- a 18 éven aluliaknak;
- azoknak, akik tartós orvosi kezelést kapnak (ebbe nem értendő bele a rendszeres felülvizsgálat),
- a Honvédség, hivatásos katasztrófavédelmi szervek, a rendvédelmi szervek tagjainak,
- azoknak a véradóknak, akik legalább harmincszor adtak teljes vért,
- a tüdőszűrésre menőknek (30 éves kor felett évente egy alkalommal),
- a sürgősségi vagy kötelező gyógykezelésre jelentkezőknek,
-  azoknak, akik egy nap másodszor vagy többször keresik fel ugyanazt a járóbeteg-szakellátót. [forrás?]

2007 januárjától megszűnt a háziorvosok eszköz- és ingatlantámogatása. A felnőtt háziorvosi praxisoknak átlagosan 186 000 Ft bevétele keletkezett 2007 márciusában a vizitdíjakból, mellyel szemben mintegy havi 40-80 ezer forinttal csökkent állami támogatottságuk az amortizációs pótlék megszüntetése és a csökkentett kártyapénz miatt. A vizitdíj ezen felül jelentős adminisztrációs terhet is rótt a háziorvosokra, a tényleges nettó bevétel azonban még így is érezhető maradt. Kormányzati, legfőképp szabaddemokrata vélemények szerint a vizitdíj a paraszolvencia (hálapénz) visszaszorításában is eredményes lehetett volna[forrás?].
A vizitdíj eltörlése volt a 2008-as népszavazás egyik témája, amelyben nagy többséggel nemleges döntés született, így azt nem lehetett tovább alkalmazni.
- Kórházi napidíjat kellett fizetnie a betegeknek, aminek célja – a kormány szerint – hogy ne tartsák bent őket indokolatlanul sokáig, így a kórház indokolatlanul ne számoljon el a betegek után költségeket. A napidíj a kórház bevétele, a vizitdíjhoz hasonlóan bizonyos mértékű plusz finanszírozást adott az intézményeknek.
- A gyógyszertámogatásra fordított társadalombiztosítási kiadások évről évre jelentős növekedésének mérséklésére az orvosokat a lehető legolcsóbb gyógyszerek felírására kötelezték; valamint bevezették a dobozdíjat, amely meghatározta a gyógyszerek kiváltásának minimális összegét (300 Ft).
- Az aktív kórházi ágyak jelentős csökkentésével a finanszírozás is csökkent. Ezzel együtt a krónikus ágyak száma emelkedett, így a kórházi ágyak szerkezete a szükségletekhez közeledett[forrás?].
- Elkezdődött a betegek OEP-támogatás jogosultságának ellenőrzése, így az év első hónapjaiban 140 ezren léptek be az egészségbiztosításba. Így csökkent az egészségügyet igénybe vevő, de járulékot nem fizetők száma.[forrás?]

A népszavazás végül ezt is eltörölte.

### Patikaliberalizáció
- A patikaliberalizáció keretében egyszerűsödött a gyógyszertárnyitás és lehetőség nyílt a nem vényköteles gyógyszerek patikákon kívül forgalmazására is (például fejfájás-csillapító a benzinkutakban, bevásárlóközpontokban). Az intézkedések célja a gyógyszerellátás szélesítése, egyben a piacverseny erősítése a remélt árverseny eredménnyel.

Egy év elteltével, 2007-re 181 új patika nyílt, és további 565 egyéb helyen lehet mintegy 150, vény nélküli orvosságot megvásárolni; az egy gyógyszertárra jutó átlagos forgalom 14%-kal csökkent. A 2006-os 70 milliárd forint összárbevétel tízmilliárd forinttal kevesebb lett.
- 2007 nyarán döntés született az új egészségbiztosítási rendszer bevezetéséről, ahol az egységes társadalombiztosításban a finanszírozást új egészségpénztárak között osztják szét, amelyekben a magántőke is részt vesz befektetéseivel és menedzsmentjével, de több mint 50% állami kézben marad.[31]
- Az Egészségügyi Minisztérium közleménye szerint[forrás?] 2007. novemberben és decemberben összesen 127 (77+47) társadalombiztosítás által támogatott gyógyszer ára csökkent, a gyógyszergyártó cégeket árversenyének hatása miatt, melyre az elfogadott gyógyszer-gazdaságossági törvény kényszeríttette őket. A csökkenés mértéke jelentésük szerint átlagosan 2,5 - 5,6%, 17 terméknél több mint 10 százalék. Adataik szerint az április és október közötti hónapokban összesen több mint 2000 gyógyszerkészítmény ára lett kevesebb.

A KSH adatai szerint a gyógyszerek összesített ára októberben emelkedett, és januárban 20%-os emelkedés történt.
Kundra Anna, a minisztérium sajtófőnöke szerint mivel az orvosoknak az azonos hatású, de olcsóbb készítményt kell felírniuk, a betegek terheit nem növelik a megemelkedett árú gyógyszerek. Azonban azt is tudni kell, hogy az olcsóbb készítményeknek nem teljesen ugyanaz a hatása, és újra szükség lehet egy beteg gyógyszeradagjának beállítására, ami adott esetben hosszú időt vehet igénybe, és további veszélyeket hordozhat magában.

### Egészségbiztosítási reform
2007. december 17-én elfogadta a magyar Országgyűlés az egészségbiztosítás átalakításáról szóló törvényt, melyben több nagyobb részben állami, kisebb részben magántulajdonú egészségpénztár jött létre – az egyetlen egységes egészségbiztosítás megtartásával. De a koalíció felbomlása után, még az új rendszer működésbe lépése előtt 2008. május 26-án a parlament visszavonta – csak az SZDSZ nem támogatta az indítványt.

## Oktatásügy

### Felsőoktatás
- A kormány szerint a képzés színvonalát kívánja növeli az a módosítás is, mely szerint 2010-től megszűnik az „intercity-professzorok” néven ismert gyakorlat, vagyis egy oktatót kizárólag egy intézményben lehet akkreditálni.
- A kutatás-fejlesztést ösztönzi az a módosítás, amely lehetővé teszi, hogy a felsőoktatási intézmények ezentúl saját vállalkozást alapíthassanak, és így gazdasági társasági formában hasznosítsák a kutatóik által létrehozott szellemi terméket.[36]

### Fejlesztési részhozzájárulás

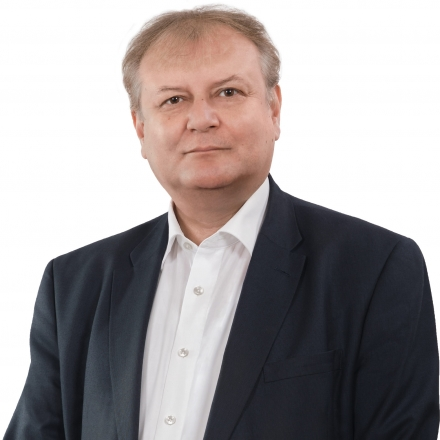
Hiller István, Oktatási és kulturális miniszter

A tervek szerint a 2007-ben beiratkozottaktól kezdve 2008 szeptemberétől minden egyetem és főiskola fejlesztési részhozzájárulást (FER), köznyelven tandíjat szedett volna a hallgatóitól. Ez alapképzésben a tényleges költségeknek 20%-a (évi 105 ezer), mesterképzésben 30%-a (150 ezer Ft) lett volna – a felsőoktatási intézmények azonban kérhettek volna ennél ötven százalékkal többet vagy kevesebbet is. Csak a második évtől kérhettek volna pénzt a hallgatóktól, ugyanis a fizetendő összeg az első év tanulmányi eredményétől függően változott volna – a legjobban teljesítő 15 százalék tandíjmentességével.
A tandíj alól mentesülő diákok arányát kezdetben az egyetemek maguk szabhatták volna meg (például az ELTE először 0%-ot, majd a diákok általános felháborodásának hatására végül 5%-ot állapította meg). Ezt a részt később, a diákok ellenállását látva módosították, így az egyetemeket, főiskolákat kötelezték legjobban teljesítő 15% felmentésére.
A hátrányos helyzetű tanulókat és a gyermeküket gondozó kismamákat továbbra is mentesítették volna bármiféle tandíj fizetésétől.
A teljes tandíj a felsőoktatás afféle többletforrása lett volna úgy, hogy az intézmények kötelesek lettek volna ennek 30–50%-át tanulmányi ösztöndíjra, a többit pedig fenntartásra, illetve fejlesztésre fordítani. Így a befizetett tandíj a tervek szerint a felsőoktatásban maradt volna.
A tandíj eltörlése volt a 2008-as népszavazás egyik témája, ahol a választópolgárok a fejlesztési részhozzájárulás eltörlése mellett döntöttek, így a fent leírtak nem kerülnek bevezetésre.

### Felvételi rendszer
A felsőoktatásban részt vevők tanulók száma másfél évtized alatt hatalmas növekedett (megnégyszereződött, miközben az érettségizettek száma csökkent) illetve az intézményi struktúra túlságosan tagolttá vált, sok párhuzamos képzést adva.
2007-től nem központilag osztják el az államilag támogatott helyeket a különböző felsőoktatási intézmények között, hanem a felvételiző diákok teljesítménye és jelentkezési sorrendje határozza azt meg. Amelyik intézménybe sok, különösen jó felvételi eredményt elért diák jelentkezett első helyen ott nő, ahol viszont sokadikként megjelölve és gyenge eredménnyel jelentkeztek, ott csökken az államilag támogatott helyek száma, vagyis akár meg is szűnhet az adott intézményben az adott képzés állami támogatottsága.
A munkaerőpiac igényeinek megfelelően módosul az indított képzések szakirányok szerinti megoszlása. A természettudományos, informatikai és műszaki képzésre felvehetők száma emelkedik, míg a jogász-, bölcsész-, pedagógus-, közgazdászképzés keretszáma csökken.

### Átjárhatóság a finanszírozási formák között
Változások történtek az állami és a költségtérítéses finanszírozási formák átjárhatósága között. Az a hallgató aki nem teljesíti az előírt 30 kreditet egy évben, átkerül a költségtérítéses kategóriába – helyükre lehetőség van legjobb költségtérítéses hallgatók állami finanszírozásba átkerülésére. Így nem csak a felvételkor elért eredmény, hanem a tanulmányi eredmények is befolyásolják a hallgatók költségeit. Egyes felsőoktatási intézményekben azonban már eddig is bevett gyakorlat volt az állami és költségtérítéses képzés közti ilyen módú átjárás.

## Egyéb intézkedések, eredmények, események
A Gyurcsány-kabinet kormányzása alatt teljesítette Magyarország az Európai Unió Schengeni egyezményéhez való csatlakozás feltételeit, így 2007. december 21-étől megszűnt az állandó határellenőrzés a magyar-osztrák, a magyar-szlovén és a magyar-szlovák határokon.

### A kormányzati negyed terve
A kormány 2007 júniusában költséghatékonyságra, a munka hatékonyságának növelésére és a jelenlegi kormányzati épületek elavultságára hivatkozva felvetette egy kormányzati negyed felépítésének szükségességét. A negyed magántőkéből épült volna 34 milliárd Ft-os áron, míg a régi ingatlanok eladásából befolyó 100 milliárd Ft-ra becsült összeget adósságtörlesztésre fordították volna. Az elkészült negyedet az állam 25 évig bérelte volna, és csak utána vette volna meg. A Kincstári Vagyoni Igazgatóság által kiírt nyilvános eljárás bíráló bizottsága három helyszínt javasolt a negyed számára: a Nyugati pályaudvar mögötti területet, a Déli pályaudvar környékét, illetve a Lágymányosi hídtól délre, a soroksári Duna-ág partját. A helyszínek kiválasztásában a terület presztízse, a beruházás hatása a város fejlődésére és a megvalósíthatóság játszott szerepet, de szempont volt a Parlament közelsége, illetve annak jó megközelíthetősége is. Ezek közül a kiválasztott fejlesztési terület végül a Nyugati tér – Teréz Körút (Nagykörút) – Podmaniczky utca – Dózsa György út – Vágány utca vonala – Ferdinánd híd – WestEnd City Center – Váci út – Nyugati tér által határolt rész lett.
A helyszín kiválasztását követően kiírt nemzetközi tervpályázaton Janesch Péter és Kengo Kuma építészcsapata nyert.
A Nyugati tér, illetve a Nyugati pályaudvar közelsége miatt a beruházás jelentős infrastrukturális beruházásokkal járt volna, mely leginkább a vasút és a buszhálózat visszafejlesztésében, korlátozásában öltött volna alakot, mint például a nyugatiba érkező elővárosi vonatok kiszervezése az ekkora személyforgalom kezelésére teljesen alkalmatlan, s jelenleg nehezen megközelíthető Rákosrendező vasútállomásra, vagy a nyugati téri felüljárórendszer elbontása.
A kormány 2008 januárjában végül leállította a projekt további kivitelezését a sorozatos nehézségek miatt. Az okok között szerepelt a rendezetlen tulajdonviszonyok, a nagy összegeket felemésztő járulékos infrastrukturális beruházások, és az építés határidejének folyamatos csúszása. A pályázati szakaszban egy kivétellel minden pályázó visszalépett és így lehetetlenné vált a versenyeztetés. A kormány bejelentette, hogy leállítják a beruházást, nem építik meg a kormánynegyedet. A projekt így is kilencmilliárd forintjába került az államnak.

### A Gyurcsány-kormány egyéb vitatott kérdései
2008-ban Laborc Sándor akkori NBH-főigazgató találkozott az alvilág egyik fontos alakjának tartott Portik Tamás vállalkozóval, hogy információkat szerezzen korrupt politikusokról, rendőrökről, ügyészekről és bírákról. 2013-ban a Fidesz azzal vádolta meg a korabeli titkosszolgálati vezetőket, hogy a Laborc–Portik találkozók során megpróbálták beszervezni Portikot az MSZP támogatására, például jobboldali politikusok kompromittálására.

## Megítélése

### Társadalmi konfliktusok, tiltakozások, népszerűségvesztés

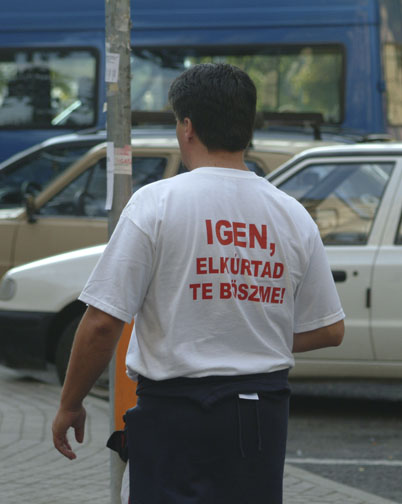
Tüntető az őszödi beszédet idéző pólóval

2006. július 8-án több ezer ember vett részt a szakszervezetek szervezésében történt demonstráción, melyet délelőtt 11 órától az Országház mellett tartottak, s melynek szónokai részben a reformok visszavonását, részben a kormány lemondását követelték.
2006. szeptember 17-én nyilvánosságra került Gyurcsány Ferenc május 26-án a balatonőszödi MSZP-frakcióülésen elmondott beszédének hangfelvétele, ami után tiltakozások kezdődtek a kormány politikája, a megszorító intézkedések és Gyurcsány Ferenc személye ellen.
2007 júniusára a kormány politikájának társadalmi támogatottsága alaposan lecsökkent, Gyurcsány Ferenc népszerűségi indexe a rendszerváltás óta példátlan módon zuhant. A magyar Gallup cég közvéleménykutatása során arra jutott, hogy „Nincs ma Magyarországon olyan számottevő réteg, amelyik összességében kedvezően ítélné meg a kormány tevékenységét”.
2008 májusára a kormány és a miniszterelnök megítélése minden addigi mélypontot megdöntött, az emberek olyan rossznak látták az ország állapotát, mint a rendszerváltás óta még soha. Ebben az időszakban már a lakosság többsége is előrehozott választást szeretett volna.

### Népszavazás a három díjról
A Fidesz és a KDNP kezdeményezésére 2008. március 9-én népszavazást tartottak a második Gyurcsány-kormány három bevezetett díjának megszüntetéséről, a vizitdíjról, a kórházi napidíjról és a tandíjról.
Még a 2006. október 23-ai Fidesz nagygyűlésén jelentette be Orbán Viktor Fidesz-elnök, akkor még hét kérdésben, de végül csak három kérdésben történt aláírásgyűjtést.
A Szonda Ipsos 2008. januárban készített felmérése szerint a megkérdezett szavazásra jogosult állampolgárok 48%-a biztosan elmenne a március 9-én tartandó népszavazásra, a Fidesz választói körében ez az arány 69%, míg az MSZP-szimpatizánsok körében 45% százalék. A kórházi napidíj eltörlését a válaszadók 81%-a támogatná, az igen mellett voksolna a Fidesz-szavazók 94%-a és az MSZP-szavazók 61%-a. A vizitdíjat a megkérdezettek 75% törölné el, igennel voksolna a Fidesz-szavazók 93% és az MSZP-t választók 45%-a. A tandíj eltörlését a szavazók 70% támogatná, igennel voksolna az MSZP-szavazók 35%-a, a Fidesz-szavazók 92%-a.
A Spatium Consulting piackutató cég 2007. decemberi vizsgálatában a háziorvosok nagyobb része egyetértett a vizitdíjjal: 42 százalék ítéli pozitívnak a vizitdíj bevezetését, 34 százalék utasítja el. A városokban dolgozók többsége pártoló, a kistelepüléseken praktizálók közül a támogatók és az elutasítok fele-fele arányban vannak. A pártolók egy kisebb csoportja aláírásgyűjtésbe kezdett a vizitdíj megtartásáért, a plusz finanszírozás és fejlesztés érdekében.
A szavazáson végül minden előzetes mérésnél és várakozásnál többen vettek részt, a jogosultak 50,49%-a járult az urnák elé. Mindhárom szavazás eredményes volt: a tandíj és a vizitdíj eltörlését a választók 82-82%-a, a kórházi napidíjét a választók 84%-a támogatta. Ezután a kormányfő bejelentette, hogy a népszavazás döntése szerinti 2009. január 1. helyett már 2008. április 1-jén eltörlik e három díjat.
A népszavazás után a kormány kezdeményezésére az Országgyűlés 2008. április 1-jei hatállyal eltörölte a vizitdíjat, a tandíjat (fejlesztési részhozzájárulás - FER) és a kórházi napidíjat.

### Vélemények a gazdaságpolitikáról
- 2007 novemberében a frankfurti Európai Bankkonferencián Gyurcsány Ferenc nyitóelőadásában tájékoztatta az üzleti fórumot a magyar egészségügyben, oktatásban és nyugdíjrendszerben általa és pártja által kezdett egyidejű változtatásokról. A miniszterelnök angolul elmondott huszonöt perces beszédére reagálva Jean-Claude Trichet, az Európai Központi Bank elnöke „bátornak” nevezte a magyarországi reformokat, véleménye szerint „ez helyes út Magyarország megerősítésére”, „Ez nagyon nehéz program, ám az úton végig kell menni, mert ez Magyarország érdeke”. Az Európai Központ Bank elnökéhez hasonlóan Angel Gurria, az OECD főtitkára is elkerülhetetlennek minősítette a reformdöntéseket, illetve szerinte egyaránt szükség van a költségvetési és a szerkezeti reformokra is. Mindketten támogatásukat ígérték.[52][53]
- Az Economist írása szerint Magyarország, az egykori csodagyerek ma biceg, az ellenzék keresztülhúzza a kormány számításait, a gazdaság bénult, a lakossága sértődött. A magyar politikusok pedig rövid távú előnyökért veszekednek, miközben a strukturális problémák érintetlenül maradnak.[54]
- A kiigazítás, amely a korábbi évek felelőtlen költekezésének következménye, ugyanakkor csapást jelentett az életszínvonalra is, csökkentve a szükséges reformok társadalmi támogatását.[55] A Magyar Nemzeti Bank 2008-as Elemzés a konvergenciafolyamatokról című 2008-as tanulmánya úgy találta, hogy a magyar kiigazítás több szempontból azokhoz a múltbeli európai kiigazításokhoz áll közel, amelyek a gazdaság szempontjából sikertelenek voltak, és az euró sikeres bevezetéséhez az állami kiadások jelentős lefaragására van szükség. Az elemzés kiemeli a különösen magas szociális kiadásokat, melyek "szegénységcsökkentő hatása e tekintetben jobb, mint az EU átlagában, és ennek következtében a szegénységi küszöb alatt élők aránya alacsonyabb".[56][57] De a szociális kiadások jelentős csökkentése nem várható, mivel az tovább rontaná az alacsony jövedelműek életszínvonalát, és a kormánypártok népszerűségét.